# Disa karooica
Disa karooica là một loài thực vật có hoa trong họ Lan. Loài này được S.D.Johnson & H.P.Linder mô tả khoa học đầu tiên năm 1995.